# Philleo Nash

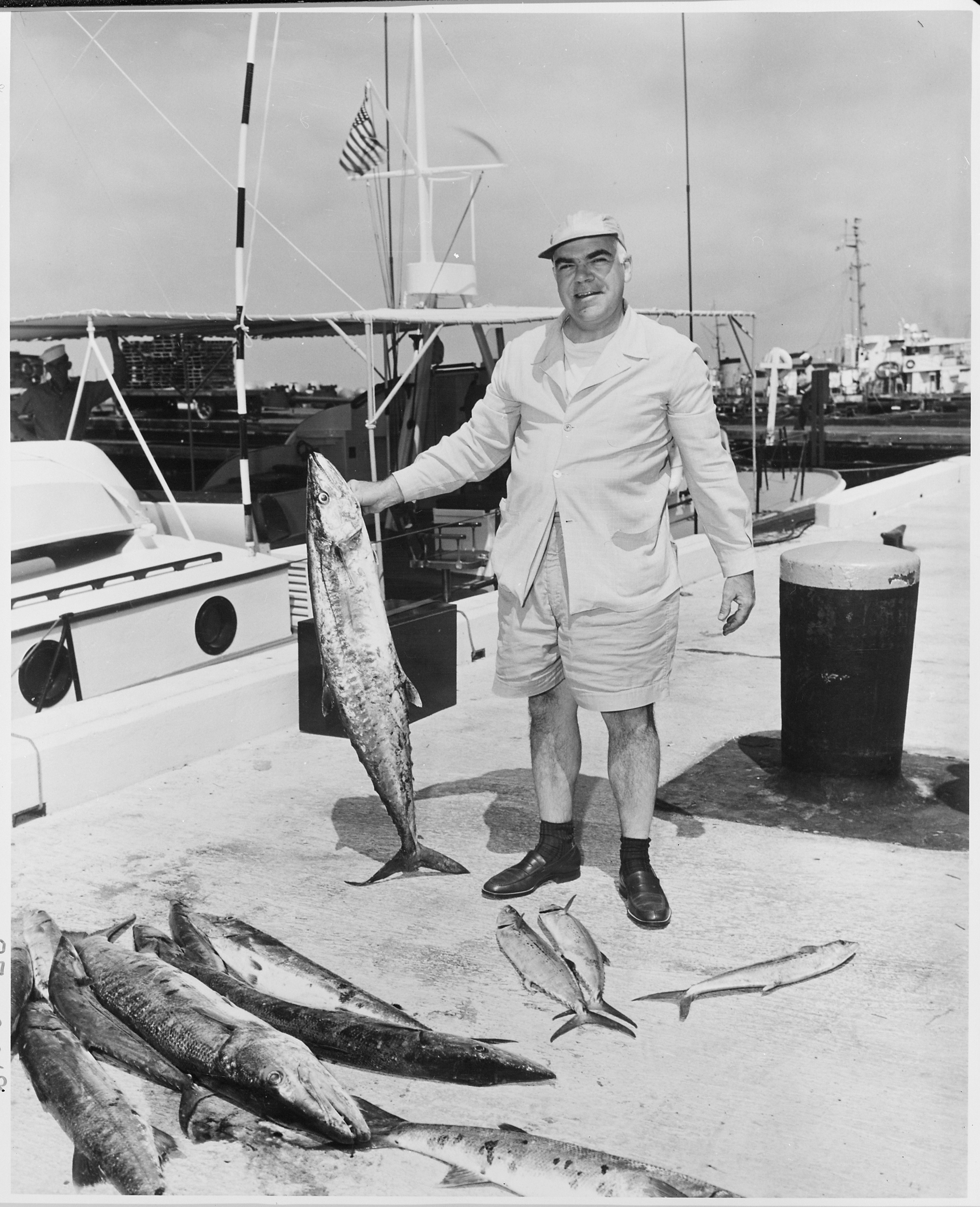
Philleo Nash (1951)

Philleo Nash (* 25. Oktober 1909 in Wisconsin Rapids, Wisconsin; † 12. Oktober 1987 in Marshfield, Wisconsin) war ein US-amerikanischer Politiker und Anthropologe. Zwischen 1959 und 1961 war er Vizegouverneur des Bundesstaates Wisconsin.

## Werdegang
Im Jahr 1932 absolvierte Philleo Nash die University of Wisconsin in Madison. Anschließend studierte er bis 1937 an der University of Chicago Anthropologie. Zwischen 1937 und 1941 hielt er an der University of Toronto in diesem Fach Vorlesungen. Danach setzte er diese Tätigkeit bis 1942 an der University of Wisconsin fort. Gleichzeitig wurde er Manager der familieneigenen Firma Biron Cranberry Company, deren Präsident er zwischen 1946 und 1977 war.
Politisch schloss sich Nash der Demokratischen Partei an, deren Staatsvorsitz er in den Jahren 1955 bis 1957 innehatte. Seit 1942 war er für verschiedene Bundesbehörden in Washington, D.C. tätig. Er war 1943 einer der Berater des Kriegsministeriums. Von 1942 bis 1946 fungierte er als Special Assistant to the Director, White House Liaison, Office of War Information, für eine präsidiale Behörde. Dabei diente er unter den Präsidenten Franklin D. Roosevelt und Harry S. Truman. Zwischen 1946 und 1953 gehörte er zum Beraterstab von Präsident Truman. Sein Spezialgebiet waren Minderheitenprobleme wie beispielsweise die Rassenintegration in den Streitkräften.
1958 wurde Nash an der Seite von Gaylord Nelson zum Vizegouverneur von Wisconsin gewählt. Dieses Amt bekleidete er zwischen 1959 und 1961. Dabei war er Stellvertreter des Gouverneurs und Vorsitzender des Staatssenats. Im Jahr 1961 arbeitete er für kurze Zeit für das US-Innenministerium als Abteilungsleiter zur Verwaltung der öffentlichen Immobilien (Assistant to Secretary, Public Land Management). Von 1961 bis 1966 war er Bundesbeauftragter für Indianerangelegenheiten. Danach war er von 1966 bis 1987 beratender Anthropologe. Zwischen 1971 und 1973 war er zudem Professor an der American University. Er starb am 12. Oktober 1987 in Marshfield.